# San Quintín (Baixa Califòrnia)
San Quintín és una ciutat de l'estat de Baixa Califòrnia, a Mèxic. Pertany al municipi d'Ensenada. És a 190 kilòmetres al sud del cap del municipi d'Ensenada. El seu fus diari és l'UTC-8. Es troba a 28 metres per damunt del nivell del mar. El seu codi postal és el 22940.
El 2005 tenia 5.021 habitants. Està situat a la costa oest de la part central de la Península de Baixa Califòrnia, a prop de la Badia de Sant Quintí. A 20 km al nord de San Quintín hi ha la Missió Santo Domingo de la Frontera. Colonia Vicente Guerrero i El Socorro hi són també properes. El 1980, hi havia 1.098 habitants. El 1990, 2.899 habitants. Al cens del 2000 la població era ja de 4.634 habitants. El 2005, la ciutat de San Quintín ja tenia 5.021 habitants (Instituto Nacional de Estadística y Geografía)
San Quintín es troba a 300 quilòmetres al sud de l'aeroport internacional de Tijuana. És proper als aeròdroms de: Campo de lorenzo Skypark, Cielito Lindo, El Buen Pastor Airstrip, El Pedregal, Los Pinos i Rancho Magaña. També hi ha l'Aeroport de San Quintín, d'ús militar. Està travessat per la carretera federal 1. San Quintín té moltes platges turístiques (Malibu Beach, Playa Medano, Playa de Oro, Playa Santa María, Playa Pabellón, Playa Tranquilo). També s'hi poden practicar la pesca, el càmping, el surf i l'observació d'ocells. La costa també té moltes dunes i llocs molts populars pels vehicles de tot terreny. Té diversos mitjans de comunicació: XEQIN-AM, una estació de ràdio de les comunitats indígenes Mixteca, Zapoteca i Triqui té la base a San Quintín.

## Badies
- Badia San Ramón.
- Badia de San Quintín.
- Badia Falsa
- Badia Santa María

## Història
La ciutat va néixer com una colònia anglesa, a la segona meitat del segle xix. L'activitat principal dels colons fou la pesca.
Després de la Revolució Americana, els anglesos van abandonar la Vall de San Quintín, i fins a la primera meitat del segle xx no s'hi formaren els assentaments que coneixem avui dia.
En els últims anys, s'ha plantejat de convertir San Quintín en el sisè municipi de la Baixa Califòrnia. No s'ha fet realitat la iniciativa perquè a San Quintín encara manca una economia sòlida. Les seves principals activitats econòmiques són les primàries.

## Ciutats agermanades
- Valle de las Palmas, Mèxic.